# Д-1-5у

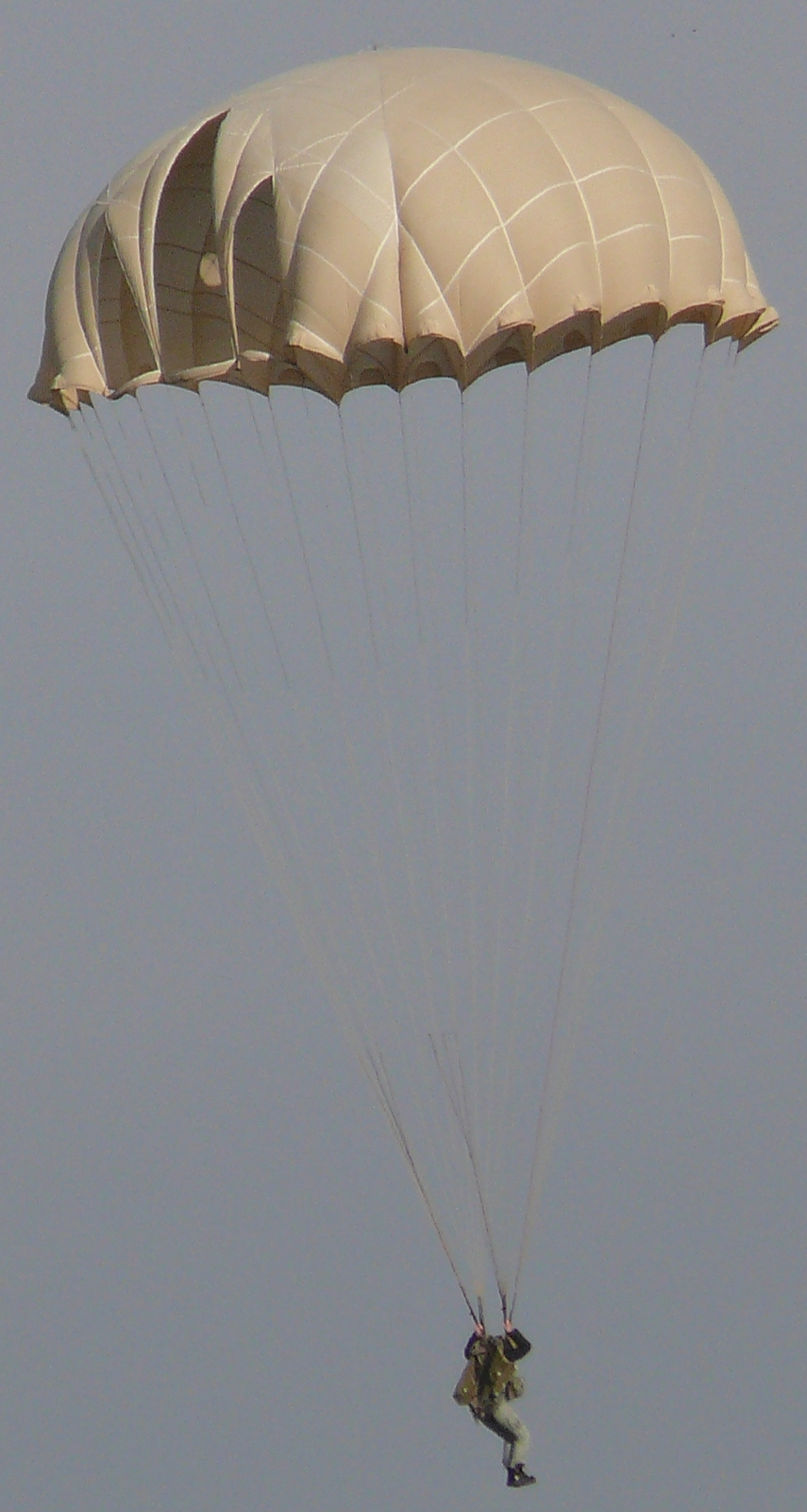
Д-1-5у в полёте

Д-1-5у (десантный — 1-я модель — 5-я управляемая) — десантный парашют.
Разработан после Великой Отечественной войны на базе десантного парашюта ПД-47.
Был одним из самых массовых парашютов, применявшихся в СССР. Предназначен для учебно-тренировочных прыжков начинающих парашютистов.
Благодаря высокой надёжности и простоте популярен и до настоящего времени в России и СНГ.
Сленговое (жаргонное) название — «Дуб» (oak).

## Тактико-технические данные парашюта
При общей массе парашюта и парашютиста 120 килограммов конструкция парашюта обеспечивает:
- надёжную работу на высоте до 1000 метров как при немедленном введении его в действие (на горизонтальной скорости полета до 250 км/ч), так и с любой задержкой раскрытия ранца, при этом максимальные перегрузки, возникающие в момент наполнения купола, не превышают 10 единиц;
- минимальную высоту прыжка, из самолёта летящего на скорости 180 км/ч и при немедленном введении парашюта в действие — 150 метров;
- среднюю вертикальную скорость снижения, приведённую к стандартной атмосфере и замеренную на высоте от 0 до 35 м от земли, — 5,1 м/сек.;
- устойчивость при снижении;
- управление парашютом при помощи двух строп управления;
- разворот на 360 градусов в любую сторону не более 18 секунд при натяжении одной стропы управления;
- горизонтальное перемещение парашюта вперёд со средней скоростью 2,47 м/сек.;
- применение полуавтоматического прибора ППК-У-575-а (полуавтомат парашютный комбинированный унифицированный);
- усилие, необходимое для выдергивания вытяжного кольца не более 16 кгс;
- применение запасного парашюта З-5 и З-5 серии 4; З-6П;
- технический ресурс — 300 применений не более, чем за 15 лет (уточняется в процессе эксплуатации) при условии своевременного ремонта и замены чехла купола;
- вес парашюта 17,5 килограмм.

В уложенном состоянии работоспособен без переукладки 30 суток.

### Габариты уложенного парашюта
- длина: 570+20 мм;
- ширина: 377+20 мм;
- высота: 262+20 мм.

В комплект парашюта входят: вытяжная веревка, вытяжной трос, предохранительный чехол, купол со стропами, подвесная система, ранец с гибкими шлангами, чехол купола, шаровой вытяжной парашют, вытяжное кольцо, вытяжное кольцо с тросовой петлей, переносная сумка, паспорт.

## Тактико-технические данные частей парашюта
- Веревка вытяжная предназначена для включения ППКУ и для раскрытия ранца и стягивания чехла с купола. представляет собой капроновую ленту ЛТКМкрП-27-1200 прочностью 1200 кгс длиной 3000 мм с двумя петлями. На одном конце имеет карабин с защёлкой, на другом — петлю для присоединения чехла купола. На расстоянии 1400 мм от этой петли находится другая петля, для присоединения вытяжного троса. Для предохранения вытяжной веревки от ожогов на неё надет чехол, из хлопчатобумажной ленты ЛХБМкр-35-260, в виде полого шланга. Такие же чехлы надеты на все петли верёвки и у карабина.
- Чехол купола предназначен для упорядоченного наполнения купола и уменьшения случаев перехлестываний его стропами. для укладки в него купола и строп, а также для упорядоченья процесса раскрытия парашюта и уменьшения динамического удара при раскрытии парашюта. Изготовлен из перкаля или капрона оранжевого цвета. изготовлен из хлопчатобумажной ткани перкаль «Б» красного или оранжевого цвета (арт. 7015кр). Имеет форму рукава длиной 5028 мм. По всей длине чехол прошит 4 усилительными лентами, которые на вершине образуют уздечку. На вершине также находятся два кармана, которые, наполняясь воздухом, способствуют быстрому стягиванию чехла с купола парашюта. В нижней части чехла находятся запирающий фартук с двумя окнами для пропуска двойных съёмных сот, две пары двойных съёмных сот, одиннадцать пар одинарных несъёмных сот, два кармана для укладочной рамки и защитный фартук-юбку.
- Парашют вытяжной шаровой бесстропный (ШВП) — предназначен для стягивания чехла с основного купола. Он состоит из основы парашюта и пружинного механизма. Верхняя часть основы парашюта имеет полусферическую форму и выполнена из капронового полотна, а нижняя часть, крепящаяся по периметру полусферы к верхней, — из капроновой сетки. Площадь парашюта 0,75 м².
- Купол со стропами предназначен для безопасного приземления в заданном месте. Купол круглой формы, сделан из перкаля, площадью 82,5 м². Состоит из четырёх секторов, каждый из которых сшит из пяти полотнищ. Для придания прочности по поверхности купола нашит усилительный каркас из капроновых лент прочностью на разрыв 150кгс, образующих по периметру 28 петель, к которым крепятся 28 строп прочностью на разрыв 125 кгс, длиной 8.87 метра от кромки купола до полуколец подвесной системы. В центре купола имеется полюсное отверстие диаметром 430 мм. Между стропами у кромки купола нашиты карманы, ускоряющие наполнение купола. На полотнище между стропами 27-28, 28-1, 1-2 треугольные отверстия, (между стропами 28-1 на кромке клеймо). При выходе воздуха из них создается реактивная сила, перемещающая купол в горизонтальном направлении. Для управления куполом к стропам 26, 27, 28, 1, 2, 3 монтируются капроновые стропы управления, к ним красные клеванты (в простонародье - "бобышки") (прочность строп управления на разрыв 150 кгс).
- Подвесная система — изготовлена из капроновой ленты прочностью 1600 кгс. Состоит из круговой лямки, грудной перемычки, ножных обхватов, скоб с фиксатором, кармана для кольца, наспинно-плечевых обхватов, свободных концов длиной 560 мм. К четырём свободным концам подвесной системы пришиты металлические полукольца для крепления строп купола.
- Ранец — предназначен для укладки в него купола в чехле, части строп, части свободных концов подвесной системы и вытяжного шарового парашюта. При помощи специальных тесем ранец крепится к подвесной системе. Ранец состоит из дна, укрепленного рамой жесткости, и 4 клапанов конвертообразной формы. Средний конус заменен на шелковый шнур (80 кгс) для удобства укладки (вместо тройки конус-люверс-шпилька — тройка шнур-люверс-шпилька), а также для избежания возможного заклинивания боковых клапанов (при использовании тройки конус-люверс-шпилька на ранних версиях ранца шаровой вытяжной парашют при выдергивании шпильки зачастую подпирал конус в люверсе, и клапана оставались закрытыми, что приводило к полному отказу типа «нераскрытие ранца»). Имеет ранцевые резинки. Длина одинарной ранцевой резины с кулонами 370 мм (таких резин на ранце — 7 штук), длина двойной — 385 мм.
- Гибкие шланги — изготовлены из металлического рукава, обтянутого х/б лентой. Концы шлангов с лентой заправлены в колпачки. Длина шланга — 515 мм, предназначены для направления движения вытяжного троса. Гибкий шланг ручного раскрытия пришит одним концом к верхнему клапану ранца, другим — к подвесной системе над карманом вытяжного кольца. Гибкий шланг принудительного раскрытия пришивается только одним концом к верхнему клапану ранца. Другой его конец в уложенном состоянии парашюта для прыжка с принудительным стягиванием чехла с основного купола заправляется под клапан ранца, а при ручном раскрытии — в шлёвку на правом боковом клапане.
- Вытяжное кольцо ручного раскрытия (левый шланг) — состоит из корпуса, троса, трёх шпилек и ограничителя. Корпус — трапециевидной формы из стальной проволоки, диаметром 7 мм, окрашенной в красный цвет. Шпильки троса расположены на расстоянии 150 мм одна от другой. Первая шпилька, считая от кольца, длиной 38 мм, остальные две — 32 мм. Длина троса от конца последней шпильки до ограничителя 1070 мм.
- Вытяжное кольцо с тросовой петлёй (левый шланг) — предназначено для открытия в случае незацепления вытяжной веревки или для имитации ручного открытия. Длина троса от петли до ограничителя 785 мм.
- Вытяжной трос (правый шланг) — имеет на одном кольце 3 шпильки, на другом петлю. Шпильки расположены на расстоянии 150 мм друг от друга. Длина первой шпильки, считая от петли, 38 мм, остальные две — 32 мм, длина троса от конца последней шпильки до петли — 1015 мм.
- Предохранительный чехол вытяжного троса — изготовлен из плащевого полотна, имеет форму рукава длиной 990 мм. Предназначен для предотвращения повреждения обшивки самолёта.
- Переносная сумка — прямоугольной формы из авизента-а. Имеет 2 ручки. Габариты: 600*260*740.
- Паспорт — предназначен для записи сведений о приёме, передаче, эксплуатации и ремонте парашюта. Паспорт является неотъемлемой частью парашюта.

## Способы введения в действие
Парашют имеет три способа введения в действие:
1. Принудительное раскрытие ранца со стягиванием чехла с купола вытяжным фалом. Карабин вытяжного фала крепится к тросу в самолёте. После отделения парашютиста натягивается вытяжной фал до первой петли, шпильки вытяжного троса выходят из конусных замков, ранец расчековывается, под действием массы парашютиста натягивается вытяжной фал до второй петли, выходит купол в чехле, выходят стропы из сот на ранце, из сот на чехле, рвётся обрывная стропа, чехол принудительно стягивается самолётом с купола. Время, проходящее с момента отделения от самолёта до полного наполнения купола парашюта, составляет около 3 секунд.
2. Принудительное раскрытие ранца со стягиванием чехла с купола шаровым вытяжным бесстропным парашютом (в этом случае вытяжной фал не крепится к чехлу). Карабин вытяжного фала крепится к тросу в самолёте. После отделения парашютиста от самолёта под действием его массы вытяжной фал натягивается, шпильки вытяжного троса выходят из конусных замков, ранец расчековывается, выходит шаровый бесстропный парашют, вытягивает за собой купол в чехле, выходят стропы из сот на ранце, из сот на чехле, шаровый парашют стягивает чехол с купола на длину стреньги. Воздушный поток попадает в кармашки на кромке купола. Происходит наполнение купола с одновременным стягиванием чехла. Стреньга состоит из капронового шнура длиной 1010 мм (в двойном сложении) и прочностью 550 кгс. Шаровый вытяжной парашют крепится к чехлу купола и стреньгой — к полюсу парашюта.
3. Ручное раскрытие ранца. Расчековка ранца происходит вручную, парашютистом-десантником при помощи вытяжного кольца через заданный промежуток времени или на определённой высоте, а также с помощью страхующего прибора ППК-У-575А, в случае если по каким-либо причинам парашютист не сделал этого самостоятельно.